# Minervina

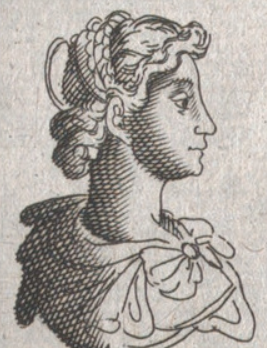
Desenho de perfil de Minervina

Minervina foi uma imperatriz-consorte romana, primeira esposa do imperador Constantino I. Ele se casou com ela em 303 e eles tiveram um filho, Crispo. Quando Constantino precisou reforçar seus laços com os demais tetrarcas em 307, ele se afastou dela e se casou com Fausta, a filha do augusto Maximiano e irmã de Magêncio.